# Escape from New York (серия комиксов)
Escape from New York (с англ. — «Побег из Нью-Йорка») — серия комиксов, основанная на одноимённом фильме, которую в 2014—2016 годах издавала компания Boom! Studios.

## Синопсис
Змей Плискин разыскивается по всей Америке, после того как унизил президента перед всем миром и не позволил положить конец Третьей мировой войне.

## Коллекционные издания
| Название                      | Тип            | Дата выхода     | Собранный материал          | Кол-во страниц | ISBN                       | Предполагаемый объём продаж (первый месяц) |
| ----------------------------- | -------------- | --------------- | --------------------------- | -------------- | -------------------------- | ------------------------------------------ |
| Vol. 1: Escape from Florida   | Мягкая обложка | 8 декабря 2015  | Escape from New York #1-4   | 112            | 978-1608862634, 1608862631 | 882, позиция в Северной Америке — 136      |
| Vol. 2: Escape from Siberia   | Мягкая обложка | 3 мая 2016      | Escape from New York #5-8   | 112            | 978-1608862641, 160886264X | 460, позиция в Северной Америке — 311      |
| Vol. 3: Escape to New York    | Мягкая обложка | 9 августа 2016  | Escape from New York #9-12  | 112            | 978-1608862658, 1608862658 | н/д                                        |
| Vol. 4: Escape from Cleveland | Мягкая обложка | 27 декабря 2016 | Escape from New York #13-16 | 112            | 978-1608868674, 1608868672 | н/д                                        |

## Отзывы
На сайте Comic Book Roundup серия имеет оценку 5,5 из 10 на основе 44 рецензий. Крис Камминс из Den of Geek дал первому выпуску 2 звезды с половиной из 5 и похвалил Диего Баррето. Мэрикейт Джаспер из Comic Book Resources посчитала, что дебют серии «наполнен интересными идеями». Энджи Вуд из Comics Bulletin, также как и рецензент из Den of Geek, вручила первому выпуску 2,5 звёзд из 5 и написала, что он «не оправдал всей шумихи». Джон Ф. Трент из AIPT отмечал, что дебют «наполнен экшном и исследует персонажа Змея через его мгновенное принятие решений».